# زنبق خزان
زنبق خزان (نام علمی: Iris taochia) نام یک گونه از سرده زنبق است.